# Großer Gleisberg
Der Große Gleisberg ist mit 389,5 m die höchste Erhebung des Hufeisens und eine der höchsten der östlichen Jenaer Scholle. Auf dem Berg befindet sich die Kunitzburg. Er bildet gemeinsam mit dem Jenzig das FFH-Gebiet Großer Gleisberg – Jenzig.